# Carl Wilhelm Dornick
Carl Wilhelm Dornick, normalisiert auch Karl Wilhelm Dornick (* 24. November 1791 in Hainewalde; † 25. Oktober 1873 in Zittau), war ein deutscher evangelisch-lutherischer Pfarrer und Heimatforscher. 

## Leben und Wirken
Er war der Sohn des Pfarrers Gottlob Friedrich Dornick (1751–1821) aus Hainewalde und wurde 1821 dessen Amtsnachfolger. 1865 wurde er emeritiert.
Er verfasste mehrere kleinere historische Schriften über Hainewalde und umliegende Orte in der Oberlausitz und sammelte Sagen aus seiner Region. Daneben schrieb er einige pomologische Schriften und Aufsätze theologisch-historischen Inhalts, die in verschiedenen Zeitschriften abgedruckt worden sind. 